# Terra Indígena Évare I
A Terra Indígena Évare I é um território indígena brasileiro, localizado nos município de Tabatinga, Santo Antônio do Içá e São Paulo de Olivença, no estado de Amazonas. Está habitado por comunidades das etnias Tikuna e Kokama. Sua população alcançava  18.086 pessoas em 2011.
As comunidades tikunas de Umariaçu I, estabelecida nesta Terra Indígena, e Umariaçu II na Terra Indígena Umariaçu se separaram por rações religiosas. A população de Umariaçu I é predominantemente católica e pratica alguns dos rituais tradicionais tikunas, porem, em Umariçu II a influencia evangélica tem fomentado o abandono das práticas tradicionais.Mas em ambas comunidades e nas duas Terras Indígenas se registra um notorio cambio cultural e a presença da influencia da mídia.